# James Morris
James Morris, född 10 januari 1947 i Baltimore, Maryland, är en amerikansk operasångare (basbaryton). Morris, som i sin ungdom var popsångare, utbildade sig för Rosa Ponselle, och debuterade 1967 som Crespel i Offenbachs Hoffmanns äventyr i Baltimore. Sedan 1970 har han varit verksam vid Metropolitan i New York, där han gjort sig känd som en av vår tids största Wagnersångare, med roller som Wotan i Nibelungens ring och Hans Sachs i Mästersångarna i Nürnberg på repertoaren. 
Morris är gift med mezzosopranen Susan Quittmeyer.

## Priser och utmärkelser
- 1990 – Grammy Award för bästa operainspelning: Richard Wagners Die Walküre med Metropolitan Opera Orchestra.
- 1991 – Grammy Award för bästa operainspelning: Richard Wagners Das Rheingold med Metropolitan Opera Orchestra.